# إيان باكالا
إيان باكالا (Ian Bakala)، من مواليد 1 نوفمبر 1980، لاعب كرة قدم زامبي.
بدأ مسيرته الكروية مع نادي كابوي ووريرز في عام 2001، ولعب معهم حتى عام 2003، وفي موسم 2003/2004 انتقل إلى نادي غريمينال بيرستشوت البلجيكي، وفي موسم 2004/2005 انتقل إلى نادي كابس يونايتد الزيمبابويي، ومنذ عام 2005 وهو يلعب مع نادي بريميرو دي أغوستو الأنغولي.
هو يلعب مع منتخب زامبيا لكرة القدم.

## وصلات خارجية
- إيان باكالا على موقع الاتحاد الدولي (مؤرشف)  (الإنجليزية)
- إيان باكالا على موقع قاعدة بيانات كرة القدم.إي يو (الإنجليزية)
- إيان باكالا على موقع ناشيونال فوتبول تيمز (الإنجليزية)